# Viaduc de Blois
Le viaduc de Blois est un viaduc qui enjambe l'autoroute 19 (Papineau) et est du même type que le viaduc de la Concorde, qui s'est effondré le 30 septembre 2006. Ce viaduc a été démoli le 21 octobre 2006, puisqu'il a été construit la même année avec les mêmes matériaux à moins d'un kilomètre du viaduc de la Concorde. Comme ce dernier, il a été reconstruit et a été rouvert en juin 2007,.